# Федчук Едуард Сергійович
Едуард Федчук (нар. 10 березня 1991, Луцьк) — український баскетболіст. Захисник у команді «Старий Луцьк».
Гравець команди з баскетболу 3х3 «Промбудсфера»

## Кар'єра
Свою кар'єру розпочав у юнацькій лізі Україн у складі луцької команди наставником якої був Смітюх Сергій Володимирович.
З 2010 року грав у вищоліговій команді «Волиньбаскет», яка 2013 року перейменована на «Лучеськ-Університет». Чемпіон вищої ліги 2012. У сезоні 2013/2014 виступав за БК «Муссон» (Севастополь), однак у березні 2014 клуб знявся з чемпіонату України через політичну ситуацію в Криму. Перед початком першості 2014/15 перейшов у суперлігову «Політехніку-Галичину» (Львів). З сезону 2015/2016 виступав за команду «БК ВОЛИНЬБАСКЕТ-WOG» (Луцьк) у Суперлізі «Pari-match» У сезоні 2017/2018 став Чемпіоном Першої ліги України у складі команди Старий Луцьк (баскетбольний клуб), в якій виступає у поточному сезоні 2018/2019.